# Alireza Mohammad Karimimachiani
Alireza Mohammad Karimimachiani (perzsa nyelven: علیرضا کریمی ماچیانی) (Karadzs, 1994. március 21. –) iráni szabadfogású birkózó. A 2018-as birkózó-világbajnokságon a bronzérmet, a 2019-es birkózó-világbajnokságon ezüstérmet nyert 92 kg-os súlycsoportban, szabadfogásban. A 2016-os nyári olimpiai játékokon 86 kg-os súlycsoportban versenyzett szabadfogású birkózásban. Kétszeres világbajnoki bronzérmes szabadfogású birkózó. A 2018-as Ázsia Játékokon a 97 kg-os súlycsoportban aranyérmet szerzett szabadfogásban. A 2017-es és a 2015-ös Ázsia Bajnokságon aranyérmet nyert 86 kg-os súlycsoportban. A 2017-es Katonai közelharc világbajnokságon aranyérmet szerzett 86 kg-os súlycsoportban, szabadfogásban.

## Sportpályafutása
A 2018-as birkózó-világbajnokságon a 92 kg-os súlycsoport bronzéremért folytatott meccsén, szabadfogásban az orosz Dauren Kurguliev volt az ellenfele. A mérkőzésére 2018. október 21-én került sor, melyet az iráni nyert 11–5-re.
A 2019-es birkózó-világbajnokságon ezüstérmet nyert 92 kg-os súlycsoportban, szabadfogásban. A döntőben az amerikai J’Den Cox volt az ellenfele, aki 4-0-ra legyőzte.